# Infinity (Lied)
Infinity oder auch Infinity (1990’s … Time for the Guru) ist ein Lied von Guru Josh aus dem Jahr 1989, das von ihm unter seinem Originalnamen Paul Walden geschrieben und unter seinem Pseudonym produziert wurde. Es erschien auch auf dem gleichnamigen Album.

## Geschichte
Infinity entspricht der Musikrichtung Acid House und hat eine Länge von vier Minuten. Die Veröffentlichung war am 18. Dezember 1989; in Spanien war es ein Nummer-eins-Hit und europaweit unter den Top Ten, wie z. B. in Deutschland und Großbritannien.
2008 erschien unter der Formation Guru Josh Project eine Neuauflage, die der Richtung Electro-House entspricht und den Erfolg des Originals übertraf. Produziert wurde diese Version vom deutschen DJ und Produzenten Klaas Gerling; vertrieben wurde sie durch BigCityBeats, die sich die Rechte an dem Lied sicherten.
2012 wurde eine von DJ Antoine produzierte Remix-Version für einen Magnum-Eis-Werbespot verwendet, die weitgehend erfolgreich war. Auch diese Version wurde im Auftrag von BigCityBeats produziert und konnte ebenfalls hohe Chartplatzierungen erreichen. Gesungen wurde das Lied von Daniel Pearce, der als Finalist der britischen Ausgabe von Popstars Bekanntheit erlangte.
In Kooperation mit Kontor Records und Sony Music produzierte Sean Finn 2014 außerhalb der Reihe eine Progressive-House-Version des Liedes.
Der Vier-Jahre-Abstand wurde fortgeführt: Der BigCityBeats-DJ Le Shuuk veröffentlichte im November 2016 eine Bass-House-Version des Tracks.
Zwei Jahre später folgte 2018 die bis jetzt letzte Version des Liedes, produziert von Sean Finn, diesmal aber unter dem Label Sony Music. Ebenfalls gab es wieder zwei Remixversionen von DJ Klaas.

## Kommerzieller Erfolg

### Chartplatzierungen
| Jahr | Titel Interpretation                                              | Höchstplatzierung, Gesamtwochen, AuszeichnungChartplatzierungen (Jahr, Titel, Interpretation, Platzierungen, Wochen, Auszeichnungen, Anmerkungen) | Höchstplatzierung, Gesamtwochen, AuszeichnungChartplatzierungen (Jahr, Titel, Interpretation, Platzierungen, Wochen, Auszeichnungen, Anmerkungen) | Höchstplatzierung, Gesamtwochen, AuszeichnungChartplatzierungen (Jahr, Titel, Interpretation, Platzierungen, Wochen, Auszeichnungen, Anmerkungen) | Höchstplatzierung, Gesamtwochen, AuszeichnungChartplatzierungen (Jahr, Titel, Interpretation, Platzierungen, Wochen, Auszeichnungen, Anmerkungen) | Anmerkungen                             |
| Jahr | Titel Interpretation                                              | DE | AT | CH | UK | Anmerkungen                             |
| ---- | ----------------------------------------------------------------- | --- | --- | --- | --- | --------------------------------------- |
| 1989 | Infinity (1990s … Time for the Guru) Guru Josh                    | DE2 (26 Wo.)DE | AT5 (23 Wo.)AT | CH4 (21 Wo.)CH | UK5 (15 Wo.)UK | Erstveröffentlichung: 18. Dezember 1989 |
| 1995 | Infinity Taucher                                                  | DE50 (5 Wo.)DE | — | CH45 (2 Wo.)CH | — | Erstveröffentlichung: 21. Mai 1995      |
| 2008 | Infinity 2008 (Klaas Remix) Guru Josh Project                     | DE4 (65 Wo.)DE | AT3 (54 Wo.)AT | CH2 (85 Wo.)CH | UK3 (24 Wo.)UK | Erstveröffentlichung: 3. Oktober 2008   |
| 2012 | Infinity 2012 (DJ Antoine vs. Mad Mark 2k12 Radio Edit) Guru Josh | DE14 (17 Wo.)DE | AT10 (13 Wo.)AT | CH16 (12 Wo.)CH | — | Erstveröffentlichung: 14. Mai 2012      |

### Auszeichnungen für Musikverkäufe
Infinity (1990s … Time for the Guru)

| Land/Region        | Auszeichnungen für Musikverkäufe (Land/Region, Auszeichnung, Verkäufe) | Verkäufe |
| ------------------ | ---------------------------------------------------------------------- | -------- |
| Australien (ARIA)  | Gold                                                                   | 35.000   |
| Deutschland (BVMI) | Gold                                                                   | 250.000  |
| Insgesamt          | 2× Gold ·                                                              | 285.000  |

Infinity 2008

| Land/Region                  | Auszeichnungen für Musikverkäufe (Land/Region, Auszeichnung, Verkäufe) | Verkäufe  |
| ---------------------------- | ---------------------------------------------------------------------- | --------- |
| Belgien (BRMA)               | Gold                                                                   | 15.000    |
| Dänemark (IFPI)              | 2× Platin                                                              | 60.000    |
| Deutschland (BVMI)           | Gold                                                                   | 150.000   |
| Europa (Impala)              | Diamant                                                                | (250.000) |
| Italien (FIMI)               | Platin                                                                 | 100.000   |
| Kanada (MC)                  | Platin                                                                 | 80.000    |
| Neuseeland (RMNZ)            | Platin                                                                 | 15.000    |
| Niederlande (NVPI)           | Platin                                                                 | 20.000    |
| Norwegen (IFPI)              | Gold                                                                   | 5.000     |
| Schweden (IFPI)              | Gold                                                                   | 10.000    |
| Spanien (Promusicae)         | 4× Platin                                                              | 160.000   |
| Vereinigtes Königreich (BPI) | Platin                                                                 | 600.000   |
| Insgesamt                    | 4× Gold · 11× Platin · 1× Diamant ·                                    | 1.215.000 |

Infinity 2012

| Land/Region    | Auszeichnungen für Musikverkäufe (Land/Region, Auszeichnung, Verkäufe) | Verkäufe |
| -------------- | ---------------------------------------------------------------------- | -------- |
| Italien (FIMI) | Gold                                                                   | 25.000   |
| Insgesamt      | 1× Gold ·                                                              | 25.000   |

## Weitere Coverversionen
- 1995: Planet E Team – Goorooo
- 1999: Promo – Up Yours
- 1998: Sleepers! – Infinity 2000
- 2004: Colours feat. Domino – Hold Me & Kiss Me
- 2008: Usher – Traffic
- 2008: Fonzerelli – Infinity
- 2008: Guru Josh Project, Klaas – Infinity 2008
- 2014: Sean Finn feat. Ricardo Muñoz – Infinity 2014
- 2016: Le Shuuk – Infinity 2016
- 2018: Sean Finn, Guru Josh – Infinity 2018